# راج شاه
راج شاه (بالإنجليزية: Raj Shah)‏ هو موظف مدني أمريكي، ولد في 1984.